# Cabildo (revista)
Cabildo es una revista Argentina considerada como el principal organismo de prensa del nacionalismo católico en el país. Publicada por primera vez en los años setenta y luego inactiva durante la mayor parte de los noventa.
El primer ejemplar de Cabildo fue publicado el 17 de mayo de 1973, ocho días antes que el presidente electo de Argentina Héctor Cámpora asumiera luego de varios años de dictadura militar. En esta época la revista demandó consistentemente el regreso del gobierno militar a través de un nuevo golpe de Estado. No mucho después, el presidente Cámpora renunció, dejando el camino abierto para que Juan Perón volviera al país del exilio y fuera elegido presidente.
 La revista fue crítica de Cámpora y agitó constantemente mediante la denuncia clásica de los nacionalismos nacidos en el periodo de entreguerras, sobre el complot masónico-liberal-sionista para entregar las naciones al comunismo internacional. Homenajeó repetidas veces a los dictadores Juan Carlos Onganía y Marcelo Levingston, invitados de Cabildo en sus reuniones políticas. 
La revista volvió luego del golpe militar de 1976, que comenzó el autodenominado Proceso de Reorganización Nacional, y se convirtió casi regularmente en una publicación mensual. El ejemplar de junio de 1977, sin embargo, fue retirado de circulación por el gobierno, y el ejemplar de julio fue cancelado, porque Cabildo había cubierto el secuestro del periodista Jacobo Timerman, que la dictadura quería hacer pasar como una detención legal. Durante la intervención de Alberto Ottalagano, en el CONICET varios nazis, nacionalistas y católicos falangistas con título universitario colaboradores de la revista se transformaron en investigadores rentados. Hasta que nuevamente en democracia Raúl Alfonsín fue que su gobierno terminó con esos contratos.
La revista era antisemita y denunciaba una supuesta conspiración sionista global, culpando a los judíos en Argentina por la violencia de la guerrilla, empleando estereotipos comunes de judíos y teorías conspirativas para acusar a los judíos de fundar organizaciones marxistas.

Cabildo continuó siendo publicada luego del regreso de la democracia en 1983. Uno de sus colaboradores más frecuentes era el General Ramón Camps, jefe de la Policía de la Provincia de Buenos Aires y culpable de múltiples crímenes (incluyendo 32 homicidios), porque finalmente se le concedió la amnistía.
Desde 1989, la situación crítica de la economía argentina causó la irregularidad de las publicaciones de la revista. En 1991 fue discontinuada, finalizando así su «Segunda Época». El 14 de septiembre de 1999 inició su «Tercera Época», es dirigida por el profesor Antonio Caponnetto, con parte del equipo original y algunas colaboraciones nuevas.

Posteriormente Cabildo siguió siendo publicada. Su línea editorial se centró en temas de actualidad, tales como el aborto, las políticas del presidente Néstor Kirchner y su relación con la Iglesia Católica. 
En 2011, sigue dirigida por Antonio Caponnetto.

## Crítica
En una revisión de una edición de 2005 en el periódico Página/12, el periodista Sergio Kiernan realizó una fuerte crítica contra Cabildo, llegando a declarar que "la revista funciona como el inconsciente reprimido que dice lo que la derecha católica piensa".